# Helsinki Challenger 1988
L'Helsinki Challenger 1988 è stato un torneo di tennis facente parte della categoria ATP Challenger Series nell'ambito dell'ATP Challenger Series 1988. Il torneo si è giocato a Helsinki in Finlandia dal 7 al 13 novembre 1988 su campi in sintetico indoor.

## Vincitori

### Singolare
Veli Paloheimo ha battuto in finale  Nicklas Kulti con il punteggio di 3–6, 6–4, 6–4

### Doppio
Luke Jensen /  Peter Palandjian hanno battuto in finale  Jörg Müller /  James Turner con il punteggio di 7–6, 3–6, 6–3